# Мовладі Удугов
Мовладі Сайдарбіевич Удугов (народжений Темишев; нар. 9 лютого 1962 року в c. Герменчук Шалінського району Чечні) — активіст і колишній перший віце-прем'єр-міністр Чеченської Республіки Ічкерія (ЧРІ). Як керівнику чеченської пропаганди йому приписували перемогу чеченських сепаратистів на інформаційному фронті під час Першої чеченської війни.
Дуже суперечлива фігура, яка дотримується особливо фундаменталістського напряму ісламу, який не поділяє більшість чеченців, наразі він є одним із ідеологів і головним пропагандистом Кавказького Імірату ( панісламського войовничого руху, який відкидає ідею просто незалежної чеченської держави на користь ісламської держави, яка охоплює більшу частину російського Північного Кавказу та базується на ісламському законі шаріату). 
Георгі Дерлугьян описав його як «чудово опортуністичний журналіст» і «автодидактичний майстер пропаганди чеченської війни», який, крім ісламських джерел, також цитує західних авторів, таких як Ґрамші та Гантінгтон.
Зараз Удугов живе в еміграції в Туреччині.